# Ctenospondylus
Ctenospondylus é um gênero de pelicossauro do Permiano Inferior da América do Norte.

## Espécies
- Ctenospondylus ninevehensis Berman, 1978
- Ctenospondylus casei Romer, 1936